# St. John’s (Tunbridge Wells)
St. John’s – dzielnica miasta Royal Tunbridge Wells, w Anglii, w Kent, w dystrykcie Tunbridge Wells. Leży 2 km od centrum miasta Royal Tunbridge Wells, 23,1 km od miasta Maidstone i 47,6 km od Londynu. W 2011 roku dzielnica liczyła 7587 mieszkańców.